# Barranco de Loba (kommun)
Barranco de Loba är en kommun i Colombia.   Den ligger i departementet Bolívar, i den norra delen av landet, 500 km norr om huvudstaden Bogotá. Antalet invånare är 15 148. Barranco de Loba ligger vid sjöarna  Ciénaga de Manuel och Ciénaga Escobillal.